# Lepisorus platyrhynchos
Lepisorus platyrhynchos är en stensöteväxtart som först beskrevs av John Smith och Kze., och fick sitt nu gällande namn av Li Wang. Lepisorus platyrhynchos ingår i släktet Lepisorus och familjen Polypodiaceae. Inga underarter finns listade.